# Marguerite Barankitse
Marguerite Barankitse (Maggy ou l'ange du Burundi), née en 1957 à Ruyigi, est une militante humanitaire burundaise vouée à l'amélioration du bien-être des enfants et à la lutte contre la discrimination ethnique. Après avoir sauvé 25 enfants d'un massacre dont elle a été témoin lors des conflits tragiques entre Hutu et Tutsi au Burundi en 1993, Marguerite Barankitse a décidé de créer la Maison Shalom, un refuge pour aider les enfants dans le besoin et leur donner accès aux soins de santé, et à l'éducation.
En 22 ans, la Maison Shalom est devenue un vaste complexe d'écoles, d'hôpitaux et d'un réseau de soins dans le but d'améliorer la vie des enfants du Burundi grâce à un développement intégré et durable visant à instaurer une paix durable dans son pays.
Cependant, en 2015, «Maggy» a été forcée de fuir son pays et tout ce pour quoi elle avait travaillé, après que le Burundi se soit plongé dans une crise politique. Elle a décidé alors de consacrer toute son énergie à aider les réfugiés burundais dans les pays voisins. Comme elle le dit habituellement, sa vision est d'instiller la dignité chez les réfugiés et de leur permettre de garder leurs rêves en vie. Elle a reçu de nombreux prix.

## Biographie

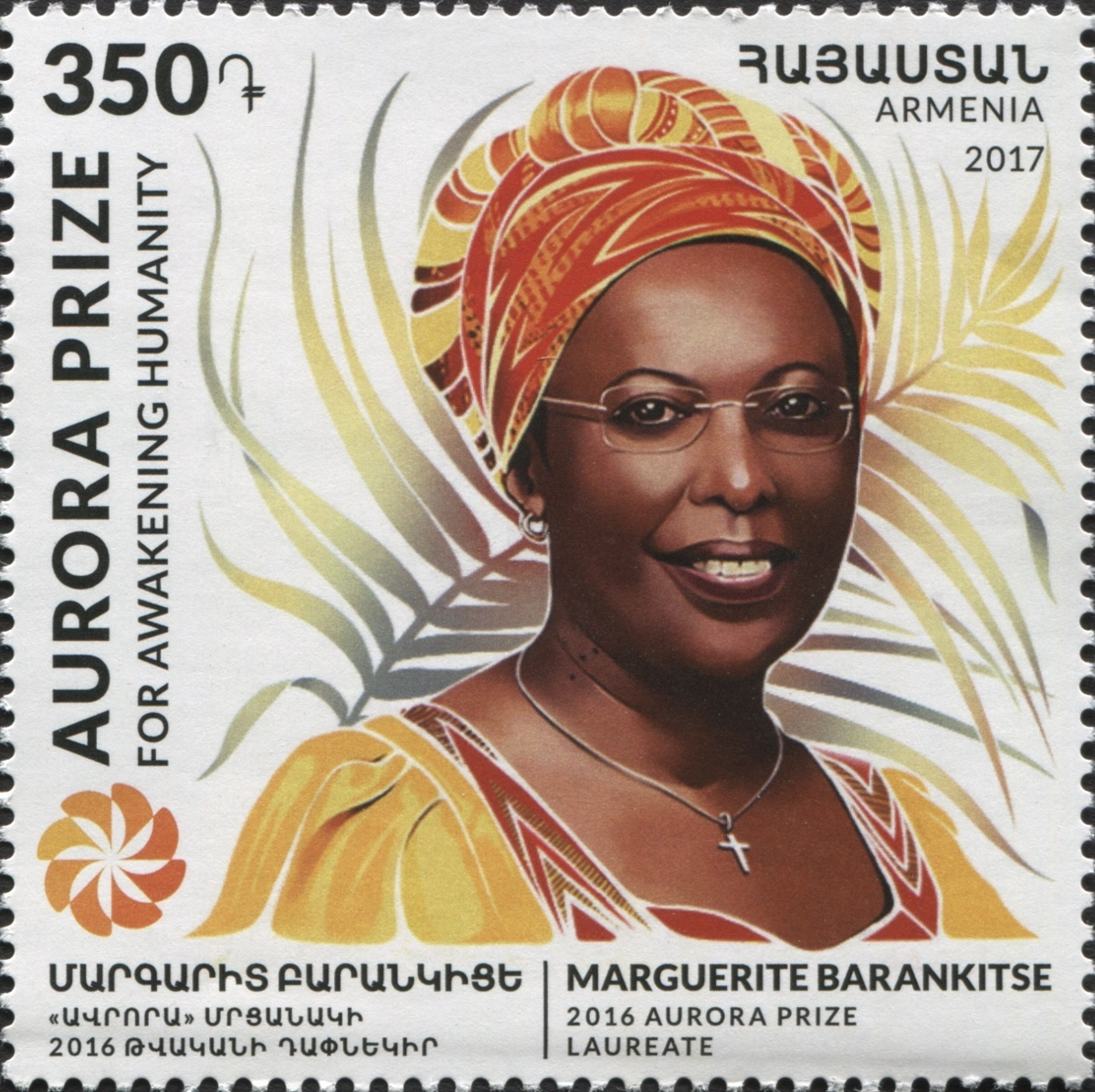
Marguerite Barankitse sur un timbre arménien en 2017

Le père de Marguerite, Michel Barankitse, décède d'un cancer en 1962. Le grand-père de Maggy demande alors à la mère de Marguerite de remplacer le patronyme de ses deux enfants par celui de leur père décédé. De « Habonimana » (qui signifie « Dieu qui veille » en kirundi), leur nom de famille devient « Barankitse » (« on m'en veut » en kirundi).
À l'école primaire, Marguerite obtient de bons résultats, ce qui lui permet de poursuivre ses études. De 1970 à 1976, elle est interne au lycée de Bujumbura,.
Marguerite Barankitse commence en 1979 sa carrière de professeur de français à l’école secondaire de Ruyigi.
Marraine de Chloé, elle l'adopte à la mort de sa mère en 1981. La même année, elle part au séminaire de Lourdes, afin de suivre une formation, puis rentre à Ruyigi en 1983 et reprend l'enseignement. Indignée par le fait que d'excellents élèves hutus soient refusés en classe supérieure, Maggy réclame un même droit à l'enseignement pour tous. Suspendue de ses fonctions, elle dépose plainte contre l'État. En 1986, elle remportera le procès.
Elle accueille chez elle des orphelins aussi bien Tutsis que Hutus ; elle est alors considérée comme « traîtresse ».
Titulaire d'une bourse d'études, elle part en 1988 pour Fribourg, à l'école Benedict pour suivre des études d'administration jusqu'en 1990 et revient à Ruyigi en 1991 comme secrétaire de l'évêché. Elle interrompt ses études durant 6 mois pour accompagner sa mère, gravement atteinte d'un cancer, qui décède en 1989.
Le dimanche 24 octobre 1993 au matin, c'est le début de la guerre civile burundaise. Occupée à préparer la messe, Marguerite Barankitse voit les assaillants entrer dans l’évêché. Entravée, elle assiste à de multiples assassinats, dont ceux d'amis proches, dans l'évêché en flammes. Quelques heures plus tard, une fois le feu éteint, elle recherche un abri pour 25 enfants rescapés et elle-même. Avec d'autres rescapés, elle trouve refuge dans la maison d'un travailleur humanitaire, Martin Novak,. Ils y resteront sept mois. Quelque temps après la tuerie, Maggy, aidée du vicaire et de prisonniers, enterre les soixante-douze corps proche de l'évêché.
Le mardi 26 octobre 1993, tous les travailleurs humanitaires sont évacués en hélicoptère. Maggy refuse l'invitation de Martin de partir avec eux. Ce même jour, elle recueille Aline, orpheline Tutsi de 5 ans, unique rescapée de sa famille, blessée grièvement au visage et sur tout le corps.
Un comité provincial s'organise progressivement, composé de Tutsis et de Hutus. Il se réunit quotidiennement dans la maison de Martin. Avec le bureau de développement diocésain et les coopérants humanitaires, des distributions de nourritures sont mises en place.
Peu après, suffocante et muette, Maggy quitte Ruyigi pour le couvent des carmélites, situé à Musongati. Une fois rétablie, elle revient à Ruyigi.
En février 1994, elle témoigne auprès de la brigade de Ruyigi, ce qui la confronte une nouvelle fois à la haine. Puis elle témoigne de nouveau en juin 1994, au tribunal de Gitega, en ayant rédigé préalablement son testament. Elle nomme une nouvelle fois les assassins, et est accueillie au seuil de sa porte par des jets de pierres.
Impuissante face aux massacres, elle crée alors l'organisation non gouvernementale « Maison Shalom », destinée à accueillir et protéger les orphelins de guerre,,,.
Menacée, elle est forcée de fuir le pays en 2015 pour la Belgique. Elle continue cependant son action depuis la Belgique en faveur des enfants burundais et des pays voisins, notamment au Rwanda. En 2016, elle a ouvert le Centre Communautaire Oasis de Paix pour les écoliers, offrir un soutien psychosocial aux victimes de torture et de viol et mettre en œuvre des activités de développement durable dans des domaines tels que la santé, l'éducation, la formation professionnelle, la culture et la génération de revenus.

## La Maison Shalom

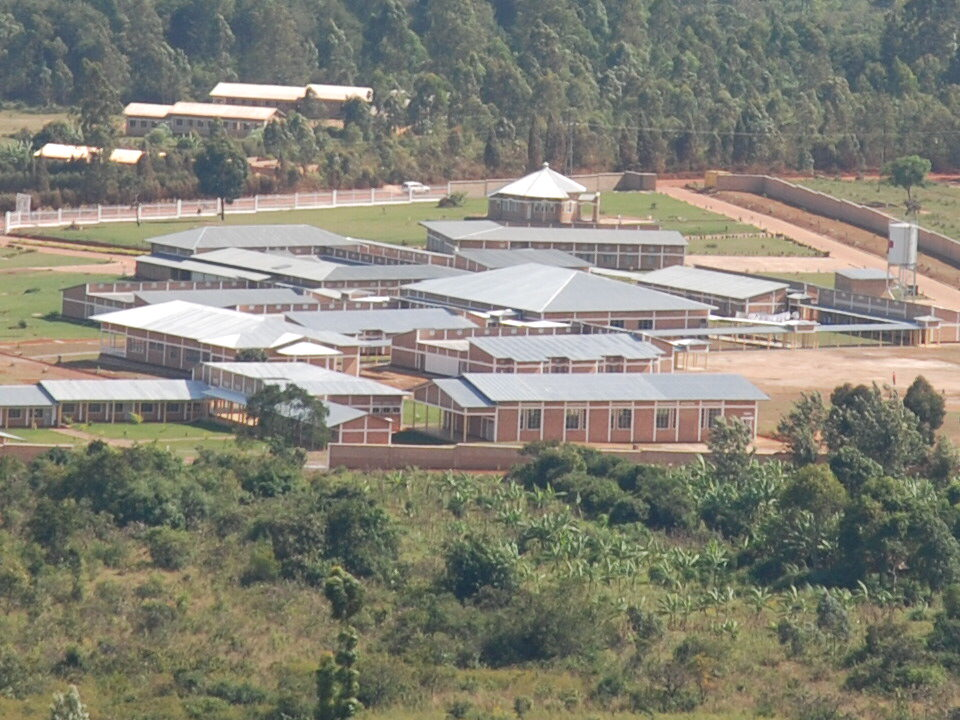
Hôpital REMA construit par la Maison Shalom au Burundi

Avec l'aide d'amis européens et burundais, elle organise un réseau qui parvient à venir en aide à un nombre d'enfants sans cesse plus grand. En mai 1994, l'évêque de Ruyigi prête une école qui sera transformée en un refuge pour enfants nommé « maison Shalom ». Ce nom vient d'un chant religieux.
Elle ouvre ensuite d'autres centres pour enfants : « Oasis de la Paix » à Gisuru et « Casa della Pace » à Butezi.
Maggy mobilise des mécènes, et même l'armée belge, pour bâtir un hôpital avec dispensaire, consultations, bloc opératoire, pavillons pour convalescents. L'établissement n'est pas réservé aux seuls orphelins mais est ouvert à tous.
Chloé est la fille que Maggy adopte lorsqu'elle a 16 ans. En 2005, Chloé obtient son diplôme de médecine en Italie et se consacre à l'hôpital de la « maison shalom ».
En 2014, on estime à 20 000 le nombre d'enfants ayant bénéficié de son aide directement ou indirectement.
Accusée d’insurrection, le ministère burundais de l'Intérieur interdit les activités des organisations de la société civile burundaise ainsi que celle de la Maison Shalom.

## Distinctions
L'étendue de son action ainsi que le fait qu'elle accueille les enfants indépendamment de leur origine Tutsi, Hutue ou Twa lui valent une immense reconnaissance de par le monde entier :
- En 1998, Prix des Droits de l'Homme, attribué par le gouvernement français dans le cadre des cérémonies de la célébration du 50e anniversaire de la déclaration universelle des droits de l'homme[17].
- Le 28 février 2000, elle obtient le trophée du courage décerné par le mensuel Afrique International[18].
- En juin 2000, elle reçoit à Eichstätt le prix Shalom pour la justice et la paix[19].
- En 2000, Prix Nord-Sud du Conseil de l'Europe en même temps que l'ancien Président du Portugal Mário Soares[20]
- En février 2001, Prix de solidarité de la ville de Bremen en Allemagne[21].
- Le 18 mars 2003, elle reçoit le deuxième prix de Juan María Bandrés ; prix de la défense du droit d'asile et la solidarité avec les réfugiés à Madrid en Espagne[22].
- Le 23 avril 2003, Prix mondial des enfants par la reine Silvia de Suède[23],[24].
- Le 2 février 2004, elle est faite docteur honoris causa de l'université catholique de Louvain[25].
- En mai 2004, le Franklin Eleanor Roosevelt Institute lui décerne le Four Freedom award, octroyé également à Koffi Annan, Secrétaire des Nations unies, pour le travail de protection des droits des enfants[26].
- En juin 2004, Voices of Courage Award de la Women's Commission for Women and Children aux États-Unis[26].
- Le 30 avril 2005, elle obtient la distinction Nansen pour les réfugiés par le Haut Commissariat des Nations unies pour les Refugiés (UNHCR)[25].
- En novembre 2005, Prix Madame Figaro[18].
- En décembre 2006, Prix de Terre des Hommes Galicia[18].
- Le 30 septembre 2007, Prix international "Ator pal mont" sur la migration féminine en Italie[27].
- Le 18 novembre 2008 : Opus Prize décerné aux États-Unis par l'Université de Seattle et par la fondation Opus Prize[28].
- Le 27 février 2009, elle est faite chevalier de la Légion d'honneur par Rama Yade[29].
- Le 19 novembre 2009 : The Guardian achievements in international development award 2009[30].
- Le 30 janvier 2010 : Prix Frédéric II décerné par la commune d'Andria (Italie)[31].
- Le 29 septembre 2011 : docteur honoris causa de l'université catholique de Lille[32].
- Le 24 novembre 2011 : Marguerite Barankitse reçoit des mains de Kofi Annan le prix pour la prévention des conflits[33] décerné annuellement par la Fondation Chirac[34], la fondation créée par l'ancien chef de l'État Français Jacques Chirac pour œuvrer en faveur de la paix dans le monde.
- Le 24 avril 2016 : Marguerite Barankitse reçoit des mains de George Clooney à Erevan (Arménie) le premier prix Aurora pour l'éveil de l'humanité, décerné au nom des survivants du génocide arménien[35].